# 小行星23307
小行星23307（23307 Alexramek）是一颗绕太阳运转的小行星，为主小行星带小行星。该小行星于2001年1月20日发现。

## 轨道参数
小行星23307的轨道半长轴为344 664 592 km，2.3039077 UA，离心率为0.124。